# John Yonge Akerman
John Yonge Akerman (1806-1873) fue un anticuario inglés especializado principalmente en numismática.
Ackerman nació en Londres el 12 de junio de 1806. En su juventud se convirtió en secretario de William Cobbett. En enero de 1834, Akerman fue elegido miembro de la Society of Antiquaries. En el otoño de 1848 fue nombrado secretario adjunto de Sir Henry Ellis, y cinco años más tarde, en secretario único. Ocupó el cargo hasta 1860, cuando la mala salud le obligó a renunciar.
En 1836, en un momento en que no había publicaciones en inglés de esa clase, comenzó por su propia cuenta una publicación llamada Numismatic Journal, dos volúmenes de los cuales aparecieron bajo su dirección. Ayudó a formar la Numismatic Society of London, que celebró su primera reunión ordinaria en diciembre de 1836. Akerman fue secretario desde entonces hasta 1860, y editor de la revista de la sociedad, publicada por primera vez en 1838 como Numismatic Chronicle. A partir de 1869, Akerman vivió en Abingdon donde murió el 18 de noviembre de 1873.

## Escritos
- Catalogue of Roman Coins (1839);
- Numismatic Manual (1840);
- Roman Coins relating to Britain (1844);
- Ancient Coins--Hispania, Gallia, Britannia (1846);
- Numismatic Illustrations of the New Testament (1846).
- The Adopted Son; A Legend of the Rebellion of Jack Cade (1842) (bajo el seudónimo de Paul Pindar)
- Glossary of Words used in Wiltshire (1842);
- Wiltshire Tales, illustrative of the Dialect (1853);
- Remains of Pagan Saxondom (1855).